# Nhà Antigonos
Nhà Antigonos (tiếng Hy Lạp: Δυναστεία των Αντιγονιδών) là một triều đại của các vị vua Hy Lạp có nguồn gốc từ vị tướng của Alexandros Đại đế, Antigonos I Monophthalmos ("Độc nhãn").

## Lịch sử
Khác với triều đại Antipatros thừa hưởng phần lớn Macedonia, Antigonos cai trị chủ yếu là ở Tiểu Á và miền bắc Syria. Những cố gắng của ông nhằm để kiểm soát toàn bộ đế chế của Alexandros đã dẫn đến thất bại và cái chết của ông tại trận Ipsus vào năm 301 TCN. Demetrios I Poliorcetes con trai của Antigonos sống sót sau trận chiến, và đã tham gia vào cuộc chiến tranh giành quyền cai trị Macedonia cho bản thân ông ta một vài năm sau đó, nhưng cuối cùng ông ta cũng bị mất ngôi, rồi qua đời trong tù đày ở Syria. Sau một thời gian hỗn loạn, con trai của Demetrios là Antigonos II Gonatas đã có thể thiết lập sự kiểm soát của gia đình ở Vương quốc Macedonia cổ, cũng như đối với hầu hết các thành bang Hy Lạp vào năm 276 TCN.
Triều đại này tiếp tục tồn tại trải qua nhiều cuộc chiến tranh và biến động cho tới giai đoạn trị vì của Perseus của Macedonia, ông trị vì giữa giai đoạn từ 179-168 TCN, được công nhận là người vô địch của người Hy Lạp tự do chống lại Rome. Tuy nhiên ông đã chứng minh là không thể ngăn chặn sự tiến quân của người La Mã và thất bại của người Hy Lạp trong trận Pydna báo hiệu sự kết thúc của triều đại.
Triều đại này là một trong bốn triều đại được thành lập bởi những người thừa kế của Alexandros, những triều đại khác là Triều đại Seleukos, triều đại Ptolemaios và triều đại Attalos.

## Triều đại

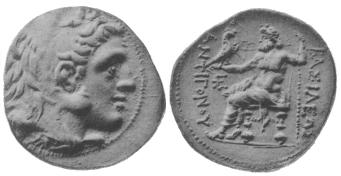
Tiền của Antigonos I Monophthalmos ("Độc nhãn") (382 TCN - 301 TCN).

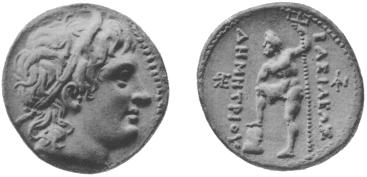
Tiên của Demetrios I của Macedonia ("Kẻ vây hãm"), (337 TCN – 283 TCN), con của Antigonos I Monophthalmos

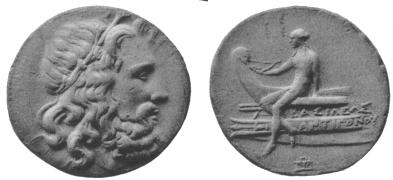
Tiền xu của Antigonos II Gonatas

Các thành viên của trều đại:
| King                      | Reign (BCE)       | Consort(s)                                                  | Comments                                                                                    |
| ------------------------- | ----------------- | ----------------------------------------------------------- | ------------------------------------------------------------------------------------------- |
| Antigonos I Monophthalmos | 306 TCN – 301 TCN | Stratonice                                                  |                                                                                             |
| Demetrios I Poliorcetes   | 294 TCN-287 TCN   | Phila Ptolemais                                             | Ptolemais là con gái của Ptolemaios I Soter và mẹ của Demetrius ngay thẳng, vua của Cyrene. |
| Antigonos II Gonatas      | 276 BC-239 TCN    | Phila                                                       | con trai của Demetrius Poliorcetes, cháu nội của Antigonos                                  |
| Demetrios II Aetolicus    | 239 BC-229 TCN    | Stratonice của Macedon Phthia của Epirus Nicaea của Corinth | Con trao của Antigonus II và Phila                                                          |
| Antigonos III Doson       | 229 BC - 221 BC   | Phthia của Epirus                                           | Con của Demetrios Ngay thẳng, Vua của Cyrene.                                               |
| Philip V                  | 221 BC-179 TCN    | Polycratia của Argos                                        | Con trai của Demetrius II và Phthia của Epirus                                              |
| Perseus                   | 179 BC-168 TCN    | Laodice V, Công chúa Seleukos                               |                                                                                             |